# Gurley (Alabama)
Gurley – miasto w Stanach Zjednoczonych, w stanie Alabama, w hrabstwie Madison. W roku 2023 miasto zamieszkiwało 850 osób, a gęstość zaludnienia wynosiła 93,4 osoby/km².